# 寝屋川市立東小学校
寝屋川市立東小学校（ねやがわしりつ ひがししょうがっこう）は、大阪府寝屋川市太秦元町にある公立小学校。寝屋川市では、寝屋川市立南小学校に次いで2番目に歴史の古い小学校でもある。

## 沿革
明治時代初期に当時の讃良郡秦村（町村制施行で豊野村）に開設された、堀溝郷学校の分校に起源を持つ。堀溝郷学校は当時の讃良郡19か村（現在の寝屋川市南部および四條畷市全域）を校区とし、地域内に複数の分校が設置されていた。当校と同じく堀溝郷学校を起源とする小学校として、現在の寝屋川市立南小学校（堀溝村・堀溝郷学校本校の後身）・四條畷市立四條畷小学校（当時の中野村に設置された分校の後身）・四條畷市立田原小学校（当時の下田原村に設置された分校の後身）がある。

### 年表
- 1873年1月25日 - 堀溝郷学校支校として開校。
- 1873年5月10日 - 学制発布により、第三大学区十八中学区堺県河内国第五十八番小学校秦出張校と称する。
- 1881年1月 - 讃良郡公立秦小学校へ改編。
- 1889年4月 - 讃良郡豊野尋常小学校に改称
- 1896年 - 郡の合併により、北河内郡豊野尋常小学校と称する。
- 1908年3月 - 現在地へ移転。
- 1913年4月 - 高等科を併設。北河内郡豊野尋常高等小学校に改称。
- 1941年4月1日 - 国民学校令により、北河内郡豊野国民学校に改称。
- 1947年4月1日 - 学制改革により、寝屋川町立東小学校に改称。
- 1951年5月3日 - 寝屋川市の市制施行により、寝屋川市立東小学校に改称。
- 1967年4月1日 - 従来の校区の一部を、新設の寝屋川市立中央小学校校区へ分離。
- 1975年4月1日 - 従来の校区の一部を、新設の寝屋川市立国松緑丘小学校校区へ分離。
- 1981年4月1日 - 寝屋川市立宇谷小学校を分離。

## 通学区域
- 寝屋川市 太秦高塚町、太秦中町、太秦東が丘（一部）、太秦緑が丘、太秦元町、小路北町、小路南町、高宮新町、高宮あさひ丘、高宮1丁目・2丁目、秦町。

卒業生は寝屋川市立第一中学校へ進学する。

## 交通
- 京阪バス 東小学校前バス停。
- 京阪本線 寝屋川市駅 東へ約1.5km。